# Alexander Hume
Alexander Hume (* um 1560; † 4. Dezember 1609) war ein schottischer Dichter, Geistlicher in der Kirche von Schottland und Grammatiker.
Hume wurde als Sohn von Patrick, 5th Lord Polwarth geboren und erhielt seine Ausbildung an der Universitas Sancti Andreae sowie auf dem europäischen Kontinent. Es war beabsichtigt, dass er eine juristische Karriere einschlug, aber er widmete sich aus eigenem Antrieb der Kirche und wurde Pfarrer von Logie in Stirlingshire. 1599 veröffentlichte er Hymns and Sacred Songs, einschließlich des bekannten Gedichts Day Estival, welches einen Sommertag beschreibt.